# Katzelsdorfská myslivna

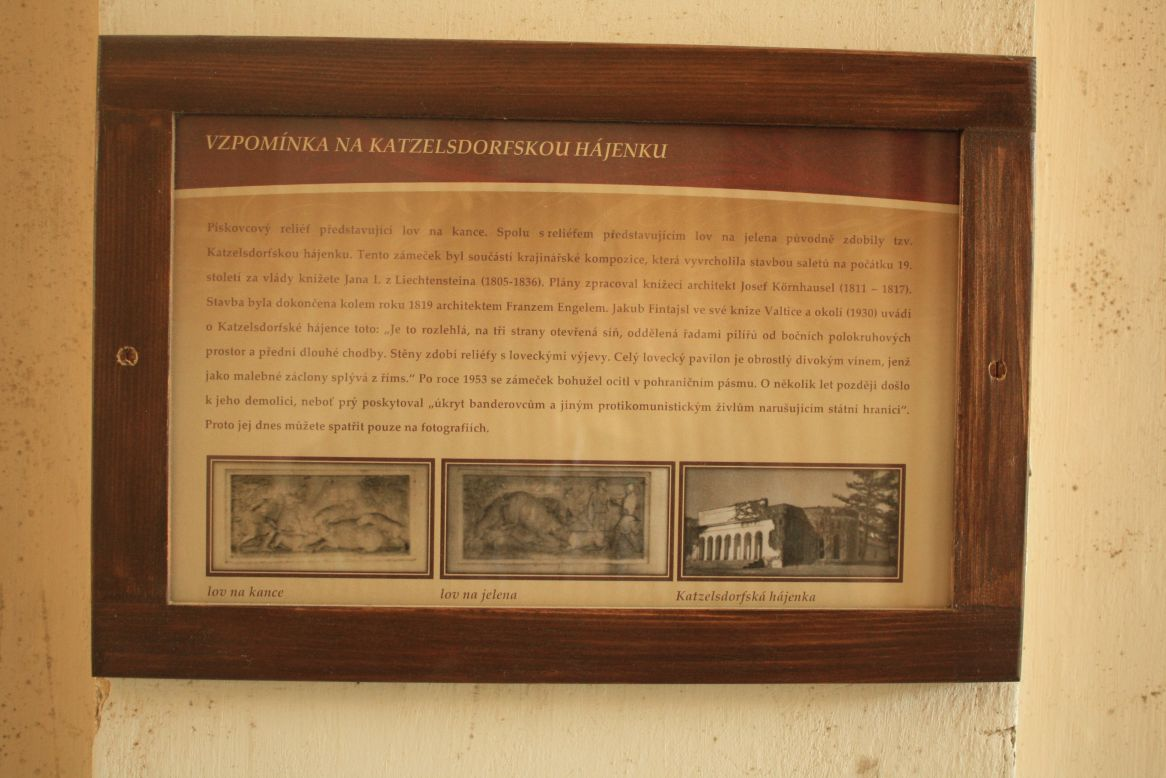
Dnes již odstraněná tabulka u reliéfu Lovu na divokého kance na SZ Valtice

Katzelsdorfská myslivna byla loveckým zámečkem v Lednicko-valtickém areálu. Nacházela se mezi Valticemi a obcí Katzelsdorf. Areál je chráněn jako kulturní památka České republiky.

## Historie
Zámeček vznikl v rámci Lednicko-valtického areálu na počátku 19. století. Stavba byla realizována za polního maršála Jana I. z Lichtenštejna v letech 1817–1818 podle plánů knížecího stavebního ředitele a architekta Josefa Kornhäusela. Dokončení prací proběhlo v roce 1819 za dalšího knížecího stavebního ředitele a architekta Franze Engela.
První výrazná oprava proběhla v  letech 1843–1844. Mnoho okapových žlabů z bílého plechu bylo poškozených, takže do budov vnikala voda. V zadním traktu se nacházela dvě boční křídla, jež zahrnovala stáj pro dobytek, komoru myslivce a jeho byt. Tyto prostory se musely nově pokrýt pálenými taškami místo dosavadního šindele. Další renovace probíhaly v letech 1853–1863. Šlo o menší opravy objektu – respektive myslivny. Bylo nutno vyměnit zbytek střešního šindele, vyčistit a v některých částech i vyměnit okapy. Největší pozornost celé stavbě byla věnována v 1905–1907 za Jana II. knížete z Liechtensteina. Tehdy byly restaurovány též původní reliéfy od sochaře Josepha Kliebera a současně zde byly umístěny další dva pěkné, podlouhlé reliéfy s loveckými motivy Lovu na jelena a Lovu na divokého kance. Tato nově osazená kamenná výzdoba  pocházela z počátku 19. století a byla vytvořena pravděpodobně některým ze žáků uvedeného sochaře Josepha Kliebera. Do roku 1907 byla navíc umístěna na lichtenštejnském zámku v dolnorakouském Seebensteinu. Renovační práce provedl sochař Ludwig Wilhelm Stürmer.
Po druhé světové válce byl Lichtenštejnům majetek zkonfiskován a novým vlastníkem se stal stát. Tehdy prošel objekt poslední opravou a až do roku 1953 zde bydlel hajný Michal Kycl se svou rodinou. V roce 1953 se zámeček ocitl v pohraničním pásmu a byl přeměněn na skladiště a seník. V roce 1956 objekt vyhořel a poté už nebyl opravován. Následně posloužil jako zdroj stavebního materiálu.

## Popis
Katzelsdorfská myslivna se skládala ze dvou částí, hájovny a klasicistního loveckého zámečku. Hájovnu tvořila obytná a hospodářská budova. Hlavní částí interiéru byla rozsáhlá obdélníková Lovecká síň, uzavřená na západě zdí, oddělující ji od zmíněné myslivny, zbytek síně oddělovaly pilíře. Na severu a jihu tyto pilíře oddělovaly od hlavní síně polokruhovité, uzavřené prostory, které v podobě „apsid“ vybíhaly v exteriéru z hlavní budovy.
Zatímco v pravém křídle přilehlé myslivny byl byt pro myslivce, levé sloužilo jako stáj pro dobytek, než bylo (částečně) přebudováno na další komory pro hajného. V objektu myslivny nemohla chybět spíž, komora a kuchyně, uprostřed které stával dlouhý stůl s dřevěnými lavicemi. Dále kachlová kamna, která vytápěla celou stavbu, stěny zdobilo paroží. Též zde měl hajný jsou ložnici, pokoj a pracovnu, ve které se nacházel masivní vyřezávaný stůl, židle a starodávné křeslo, v rohu stála skříň. Čalounění bylo v zelené barvě. Po stěnách visela spousta loveckých trofejí.

## Současný stav

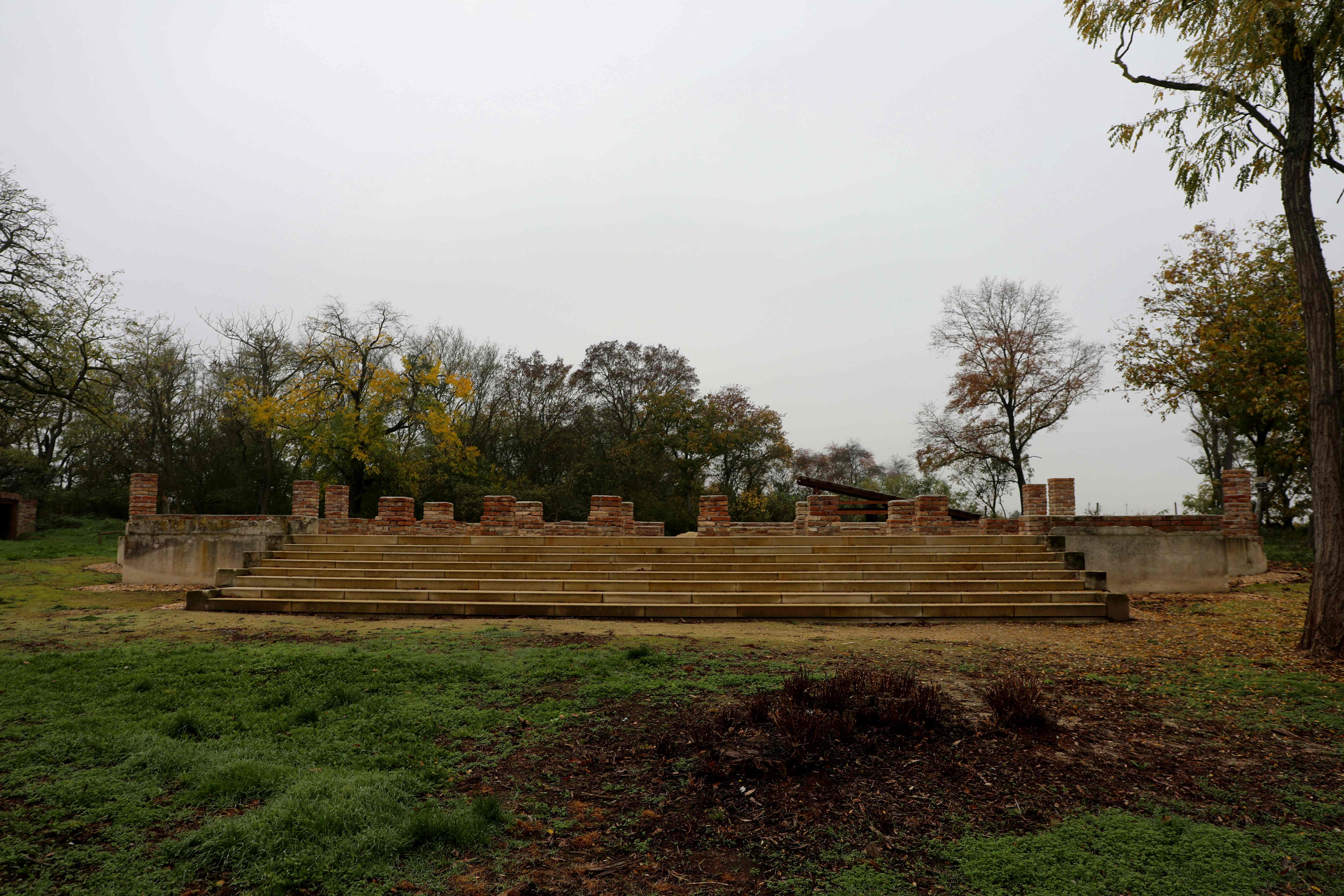
Katzelsdorfská myslivna - současný stav po rekonstrukci pozůstatků stavby

V květnu roku 2020 se započalo s postupnou revitalizací místa. Došlo k vykácení náletových dřevin a odstranění sutin a zeminy. Pozůstatky stavby jsou volně přístupné. U základů stojí tabule, na které si lze nejen přečíst historii objektu, ale také si prohlédnout fotky zámečku. Od 10. července 2021 je areál chráněn jako kulturní památka České republiky.